# Euphorbia dauana
Euphorbia dauana ist eine Pflanzenart aus der Gattung Wolfsmilch (Euphorbia) in der Familie der Wolfsmilchgewächse (Euphorbiaceae).

## Beschreibung
Die sukkulente Euphorbia dauana wächst als spärlich verzweigter Strauch bis in 1 Meter Höhe. Es werden faserige Wurzeln ausgebildet und die Haupttriebe klettern gelegentlich. Die vierkantigen zweige werden bis 1 Zentimeter dick und besitzen deutliche Flecken. An den Kanten der Zweige befinden sich, in einem Abstand von 2 Zentimeter zueinander, hervorstehende Zähne. Die dunkelbraun gefärbten und länglichen Dornschildchen werden bis 15 Millimeter groß und stehen einzeln, in Ausnahmefällen können sie sich berühren. Es werden Dornen bis 15 Millimeter und Nebenblattdornen bis 5 Millimeter Länge ausgebildet.
Die einzelnen und einfachen Cymen stehen an etwa 2,5 Millimeter langen Stielen. Die Cyathien erreichen 5,5 Millimeter im Durchmesser. Die länglichen Nektardrüsen sind gelb gefärbt und berühren sich. Über die Früchte und Samen ist nichts bekannt. 

## Verbreitung und Systematik
Euphorbia dauana ist im Nordosten von Kenia verbreitet und dort nur aus der Gegend des Typstandortes bekannt. Die Pflanzen wachsen auf Kalksteinflächen im Acacia-Wald auf etwa 400 Meter Höhe.
Die Erstbeschreibung der Art erfolgte 1987 durch Susan Carter Holmes.